# OpenDocumentをサポートするアプリケーションの一覧
OpenDocumentをサポートするアプリケーションの一覧（オープンドキュメントをサポートするアプリケーションのいちらん）では、オフィススイート用のオープンフォーマットであるOpenDocument方式をサポートするソフトウェアの一覧を列記する。

## 現在サポートしているソフトウェア
以下のソフトウェアがOpenDocumentをサポートしている。

### 文書ドキュメント（.odt）

#### ワードプロセッサー
- AbiWord：バージョン2.4は読込のみ、バージョン2.4.2からインポート・エクスポートが可能。
- eyeDocs：ウェブデスクトップ"eyeOS"のワードプロセッサー
- Google ドキュメント：Writelyを買収した後にGoogleが発表したウェブベースのワードプロセッサー、表計算ソフト。
- 一太郎：2006ではプラグインを利用した読込・保存のサポート。2007からは標準サポート。
- KWord：バージョン1.4から利用可能。バージョン1.5からネイティブサポート。
- Microsoft Word：2007 SP2から読込・編集・保存が可能。それ以前はプラグインにより利用可能。
  - Microsoft Office用にサン・マイクロシステムズが開発したプラグイン（英語）
  - Microsoft OpenXML/ODF Translator Add-in for Office
  - OpenOffice filter to Microsoft Word XML
- Mobile Office：Symbian OSを搭載した携帯電話向けのパッケージ。
- NeoOffice Writer：Mac上でより良く動作するよう改変されたOpenOffice.org
- LibreOffice Writer：OpenOffice.orgから派生したアプリケーション。
- Apache OpenOffice Writer: OpenOffice.orgとLotus Symphonyの後継。
- テキストエディット：Mac OS X 10.5 LeopardではODTの読込・保存が可能だが、デザインの崩れが生じる。
- TextMaker 2006：以前はインポートのみ可能だったが、リビジョン467からエクスポートも可能。
- WordPerfect Office：バージョンX4以降において読み込みに対応。
- Zoho Writer：オンラインワードプロセッサー、ODTの読込・保存が可能。

#### 他のアプリケーション

##### データ管理
- Dropbox
- eLawOffice.it 0.9.6.4：法律事務に用いられる、Javaで書かれたGPLに準拠するクロスプラットフォーム対応のアプリケーション。このソフトでは、データベースから取り出された顧客の名前や住所のドキュメントを生成する際にOpenDocumentをテンプレートとして使っている。
- phpMyAdmin 2.9.0+：データベース管理ソフト。ODTへのエクスポートをサポートする。

##### テキスト管理
- eZ publish：コンテンツ管理システム。文書ドキュメントの、プラグインを用いたインポート・エクスポートをサポートしている。
- Scribus 1.2.2+：オープンソースなDTP（デスクトップパブリッシング）ソフトウェア。インポートをサポート。
- Visioo Writer 0.6：ドキュメントの閲覧が可能。
- Dokuwiki：ウィキソフトウェア。プラグインを用いたエクスポートが可能。

##### 翻訳サポート
- OmegaT：Javaで書かれた翻訳メモリアプリケーション。
- Swordfish：クロスプラットフォームの翻訳支援ツール。オープン規格のXLIFF 1.2に基づいている。